# Amarochara umbrosa
Amarochara umbrosa är en skalbaggsart som först beskrevs av Wilhelm Ferdinand Erichson 1837.  Amarochara umbrosa ingår i släktet Amarochara, och familjen kortvingar. Arten är reproducerande i Sverige.